# Айріліш
40°48′52″ пн. ш. 72°22′25″ сх. д. / 40.81444° пн. ш. 72.37361° сх. д.
Айріліш (узб. Айрилиш, Ayrilish) — міське селище в Узбекистані, в Андижанському районі Андижанської області.
Розташоване у Ферганській долині, неподалік від залізничної станції Андижан-2. Північно-східне передмістя Андижана. Через селище проходить автошлях Андижан—Арал—Пахтаабад.
Населення 2,4 тис. мешканців (1990). Статус міського селища з 2009 року.